# 佐賀県道・長崎県道102号塩田波佐見線
佐賀県道・長崎県道102号塩田波佐見線（さがけんどう・ながさきけんどう102ごう しおたはさみせん）は、佐賀県嬉野市から長崎県東彼杵郡波佐見町に至る一般県道である。

## 概要
佐賀県嬉野市塩田町大字大草野丙から長崎県東彼杵郡波佐見町小樽郷に至る。

### 路線データ
- 起点：佐賀県嬉野市塩田町大字大草野丙（五代交差点、佐賀県道28号嬉野塩田線交点）
- 終点：長崎県東彼杵郡波佐見町小樽郷（長崎県道・佐賀県道1号佐世保嬉野線交点）

## 路線状況

### 重複区間
- 国道34号（佐賀県嬉野市塩田町大字大草野丙・塩田町長谷交差点 - 武雄市西川登町大字小田志・日出城（ひのだしろ）交差点）
- 佐賀県道45号嬉野山内線（佐賀県武雄市西川登町大字神六 地内）

### 道路施設

#### 橋梁
- 佐賀県
  - 天古橋（六角川、武雄市）
  - 神六橋（六角川、武雄市）
- 長崎県
  - 鞘本橋（小樽川、東彼杵郡波佐見町）

## 地理

### 通過する自治体
- 佐賀県
  - 嬉野市
  - 武雄市
- 長崎県
  - 東彼杵郡波佐見町

### 交差する道路
| 交差する道路                        | 都道府県名 | 市町村名 | 市町村名 | 交差する場所                 | 交差する場所               |
| ----------------------------------- | ---------- | -------- | -------- | ---------------------------- | -------------------------- |
| 佐賀県道28号嬉野塩田線              | 佐賀県     | 嬉野市   | 嬉野市   | 塩田町大字大草野丙           | 五代交差点 / 起点          |
| 国道34号 重複区間起点               | 佐賀県     | 嬉野市   | 嬉野市   | 塩田町大字大草野丙           | 塩田町長谷交差点           |
| 国道34号 重複区間終点               | 佐賀県     | 武雄市   | 武雄市   | 西川登町大字小田志（こたじ） | 日出城（ひのだしろ）交差点 |
| 佐賀県道45号嬉野山内線 重複区間起点 | 佐賀県     | 武雄市   | 武雄市   | 西川登町大字神六             |                            |
| 佐賀県道45号嬉野山内線 重複区間終点 | 佐賀県     | 武雄市   | 武雄市   | 西川登町大字神六             |                            |
| 長崎県道・佐賀県道1号佐世保嬉野線   | 長崎県     | 東彼杵郡 | 波佐見町 | 小樽郷                       | 終点                       |

### 交差する鉄道
- 西九州新幹線

### 沿線
- 嬉野市立大草野小学校
- 武雄市立西川登小学校
- 矢筈ダム